# AB Pictoris
AB Pictoris – gwiazda typu pomarańczowy karzeł, położona w gwiazdozbiorze Malarza. Należy do gwiazd zmiennych typu BY Draconis. Jest oddalona od Ziemi o 154 lata świetlne. Temperatura powierzchni tej gwiazdy wynosi 4875 K.

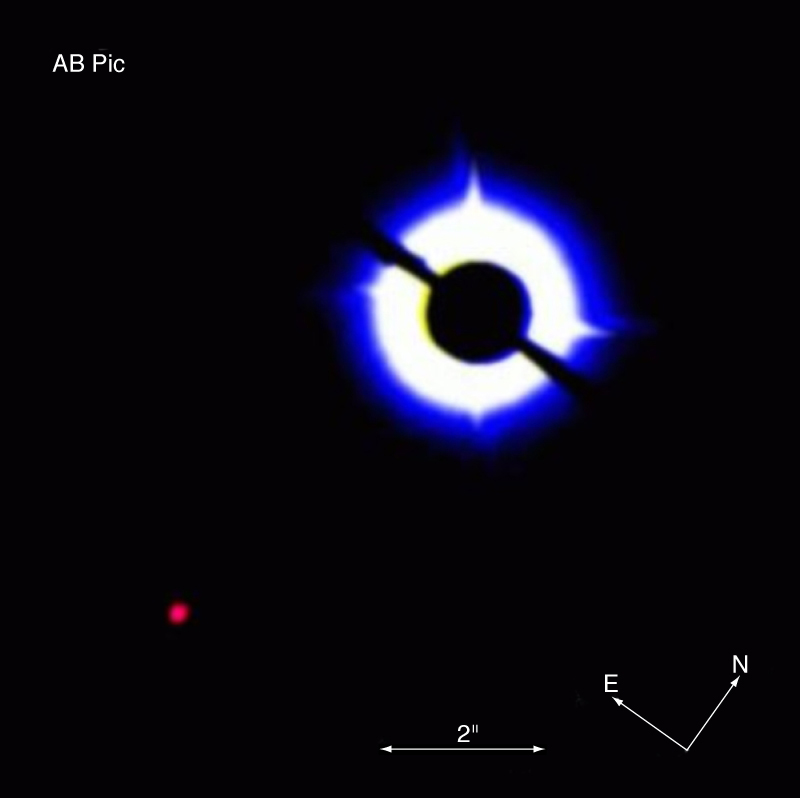
Planeta AB Pictoris b (w lewym dolnym rogu) obok swojej gwiazdy (zdjęcie ESO z 2003)

## Układ planetarny
W roku 2003 i 2004 zespół astronomów z ESO sfotografował pojedynczy obiekt okrążający tę gwiazdę, oznaczony AB Pictoris b – planetę lub brązowego karła. Najbardziej prawdopodobna masa tego ciała przekracza 13 mas Jowisza, więc prawdopodobnie jest to jednak brązowy karzeł.